# Trieste (tỉnh)

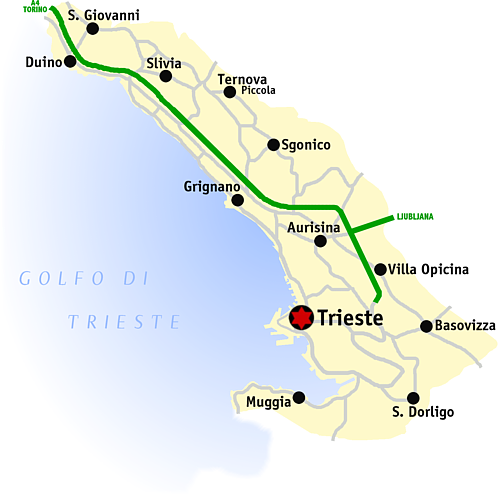
Bản đồ tỉnh Trieste.

Tỉnh Trieste (tiếng Ý: Provincia di Trieste, tiếng Slovene: Tržaška pokrajina) là một tỉnh trong vùng tự trị Friuli-Venezia Giulia của Italia. Tỉnh lỵ là thành phố Trieste.
Tỉnh có diện tích 212 km², tổng dân số 236.520 người (tháng 4 năm 2009). Tỉnh có chiều dài bờ biển 48,1 km.
Có 6 đô thị ở tỉnh này.